# Урметовский сельсовет
Урметовский сельсовет  — муниципальное образование в Илишевском районе Башкортостана.

## История
Согласно «Закону о границах, статусе и административных центрах муниципальных образований в Республике Башкортостан» имеет статус сельского поселения.

## Население
| 2002 | 2009  | 2010  | 2012  | 2013  | 2014 | 2015 |
| ---- | ----- | ----- | ----- | ----- | ---- | ---- |
| 1229 | ↘1106 | ↘1069 | ↘1039 | ↘1011 | ↘971 | ↘949 |
| 2016 | 2017  | 2018  |       |       |      |      |
| ↘914 | ↗922  | ↘892  |       |       |      |      |

## Состав сельского поселения
| № | Населённый пункт | Тип населённого пункта       | Население |
| - | ---------------- | ---------------------------- | --------- |
| 1 | Урметово         | село, административный центр | ↘654      |
| 2 | Тупеево          | село                         | ↘415      |